# Pivdenne (Odesa), Odesa
Pivdenne, din toponimul ucrainean Південне, este oraș regional în regiunea Odesa, Ucraina, port la Marea Neagră.

## Demografie
Componența lingvistică a orașului Pivdenne
     Rusă (53,71%)
     Ucraineană (44,76%)
     Alte limbi (0,92%)
Conform recensământului din 2001, majoritatea populației orașului Iujne era vorbitoare de rusă (53,71%), existând în minoritate și vorbitori de ucraineană (44,76%).